# Carlos José Iturgáiz Angulo
Carlos José Iturgáiz Angulo este un om politic spaniol, membru al Parlamentului European în perioada 2004-2009 din partea Spaniei.
1. 1 2  Deputații în Parlamentul European
2. ↑   https://www.legebiltzarra.eus/comparla/e_comparla_alf_LGA.html Lipsește sau este vid: |title= (ajutor)
3. ↑   https://www.legebiltzarra.eus/comparla/e_comparla_ter_L05_01.html Lipsește sau este vid: |title= (ajutor)